# Thanjavur
 (janvier 2016).
Si vous disposez d'ouvrages ou d'articles de référence ou si vous connaissez des sites web de qualité traitant du thème abordé ici, merci de compléter l'article en donnant les références utiles à sa vérifiabilité et en les liant à la section « Notes et références ».
Thanjavur ou Tanjavur (தஞ்சாவூர் (tañcāvūr) en tamoul, తంజావూరు (tañjāvūru) en télougou, तंजावर (tañjāvar) en marathe, parfois Tanjai (தஞ்சை) dans le langage institutionnalisé par les puristes tamouls), autrefois Tanjore, en français Tanjaor, Tanjaour ou Tanjour, est une ville de l'État du Tamil Nadu en Inde. La ville se trouve dans le delta de la Cavéry, à quelque 400 km au sud de Madras. Thanjavur est le chef-lieu du district éponyme. Autrefois le fief de la dynastie Chola, elle est, plus tard, gouvernée par les nayaks des râjas du Vijayanagara, puis par les marathes.
Thanjavur est célèbre pour le temple de Brihadesvara construit par Rajaraja Chola, le premier raja qui bâtit un empire maritime. Ce temple de Brihadesvara, dédié à Shiva, est classé au patrimoine mondial de l'UNESCO. Le temple qui est enclos par deux murs d'enceinte est surmonté par une tour élevée de soixante-trois mètres. Parmi les autres bâtiments historiques de la ville, on trouve le fort de Vijayanagara, qui comprend le cœur historique de la cité, le palais agrandi par le raja marathe Serfoji et la bibliothèque Saraswathi Mahal, qui contient plus de 30 000 manuscrits européens et indiens écrits sur papier et feuille de palmier.

## Étymologie
Le nom de Tanjavûr provient de celui l'asura Tanjan qui, selon la légende locale, causait la dévastation dans la région et fut tué par Sri Anandavalli Amman et Sri Neelameghaperumal (Vishnou). La dernière volonté de Tanjan fut que la ville soit appelée d'après son nom, ce qui lui fut accordé. À l'origine, le nom de la ville était Tanjapuri, qui devenu au fil du temps Thanjavur.

## Histoire
L'Histoire de Thanjavur est très ancienne, car elle a été un espace de peuplement important depuis le début de l'antiquité. La ville est depuis la seconde ère des Cholas élevée au rang de Capitale, un statut qu'elle ne perdra seulement qu'au Raj Britannique.

### Antiquité
La Tanjore d'avant les Cholas est mystérieuse aux yeux des historiens, du fait de l'inexistence de référence durant la période Sangam (du IIIe siècle av. J.-C. au IVe siècle). Cependant, on sait que le territoire de l'actuelle ville était sous le contrôle de la première lignée des Cholas.
Par la suite, elle fut gouvernée par les Mutharaiyar (முத்தரையர் en tamoul), une dynastie de rois vassaux au royaume Pallava qui furent à la tête du delta de la Kaveri de 610 à 851. Ils étaient connus pour leurs prospérités et furent surnommés dans les divers écrits de l'époque de Seigneurs de Thanjavur.
C’est en 852 que le souverain de la dynastie Chola, Vijayalaya Chola, profitant des conflits entre les Pandyas et les Pallavas, décide d’attaquer Tanjore et d'en faire son siège politique au profit d'Uraiyur (Tiruchirappalli).
Acquérant une prééminence importante au sein de l'Empire Chola, Tanjore va connaître le règne de Rajaraja Chola Ier, un des souverains les plus puissants et célèbres de l'Inde à cette période, bâtisseur du temple de Brihadesvara, mais qui fut également le dernier à gouverner depuis la ville.
À la mort de Rajaraja, son successeur Rajendra Chola (1014 - 1045), déplace la capitale vers Gangaikondacholapuram, entrainant Tanjore à son premier déclin.

### Moyen Âge
La ville perd beaucoup de son prestige d’antan, devenue citée provinciale qui observe la fin du puissant empire Chola et l'avènement de nouveaux centre politiques et états rivaux, notamment les Pandyas, voisins du sud venus à plusieurs reprises envahir la région en 1218/1219 et en 1230. Les derniers membres de la dynastie Chola durent prendre le chemin de l'exil auprès du royaume Hoysala, avec qui ils maniganceront divers tentatives de reprise qui n'aboutiront pas.

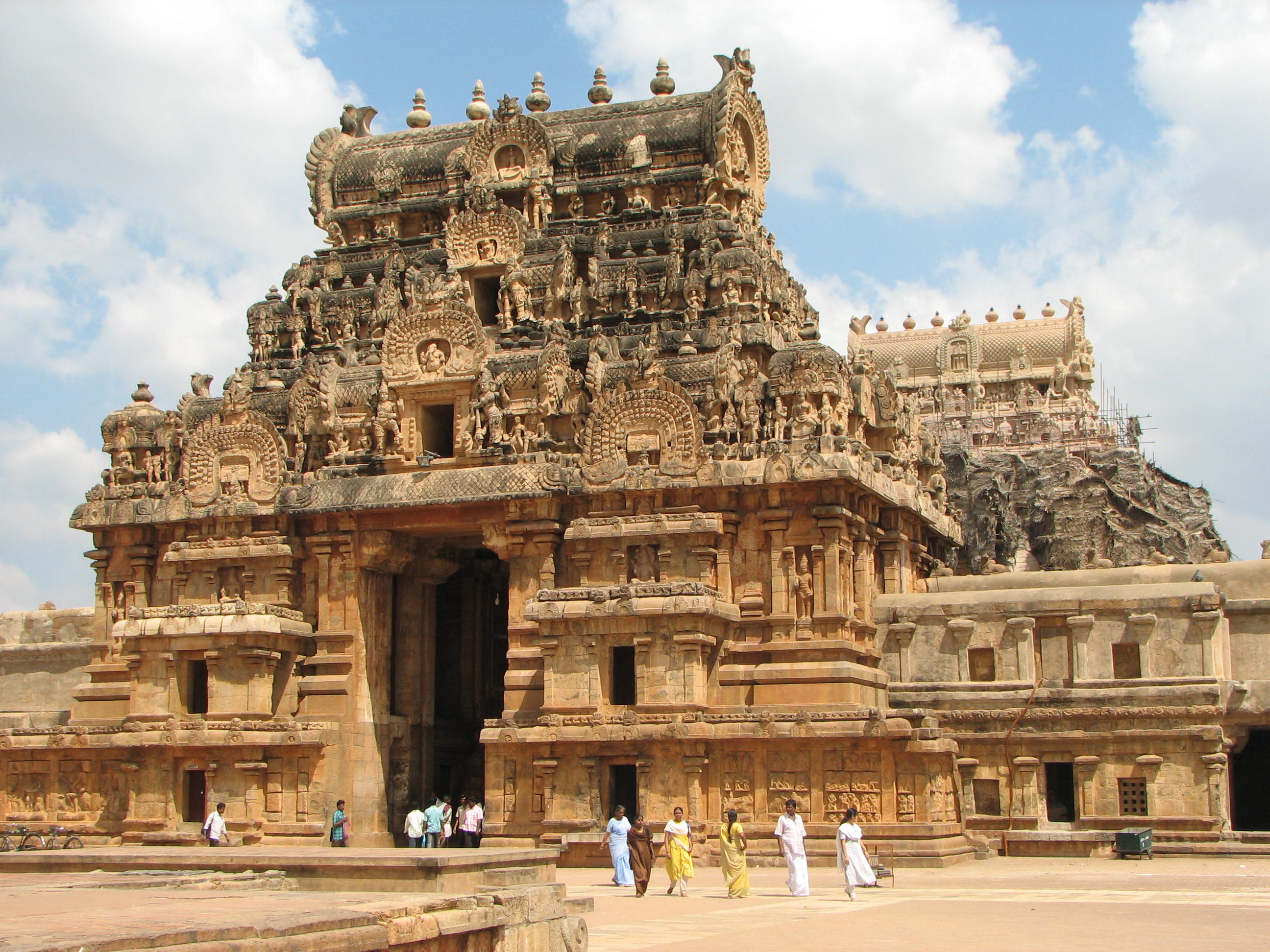
Temple de Brihadesvara.

L'Empire Pandya annexe donc la ville et sa région qu'ils gouverneront de 1279 jusqu'en 1311, année où les troupes sarrasines dirigées par Malik Kafur réussirent à mener leur expédition de l'Inde méridionale à bien et soumettent les Pandyas au Sultanat de Delhi. Focalisés sur Madurai, les envahisseurs musulmans annexèrent et contrôlèrent le sud du pays depuis Delhi de 1311 à 1335, puis établirent une province semi-indépendante dont le pouvoir fut conféré à un Vice roi, Jalaluddin Ahsan Khan, beau-père du célèbre Ibn Batuta, qui déclare rapidement son indépendance vis-à-vis de Delhi et fonde le Sultanat de Ma'bar, plus connu sous le nom de sultanat de Madurai.
Situé à l'écart des grandes routes reliant l'Inde septentrionale à l'Inde méridionale, Thanjavur et sa région furent épargnés par les destructions et la violence créée par les sarrasins, ce qui ne fut pas le cas de Srirangam, la porte du Delta, et le reste du territoire de l'ex-royaume Pandya.
Principauté chronologiquement éphémère, le Sultanat de Ma'bar est renversé par les armées de Kumara Kampana, fils du roi de Vijayanagar, qui libère le pays des persécuteurs étrangers entre 1365 et 1371. C'est en 1378 sous le règne de Harihara II que la région de Madurai est annexé, déclarant ainsi l'adhésion officielle de Thanjavur et du Delta de la Kaveri au royaume de Vijayanagar.
Sous le contrôle d'un gouverneur (Nayak), la province de Tanjore connaît un rebondissement important en 1532, quand le dirigeant de l'époque, Sevappa Nayak, décide avec le consentement du roi Krishna Deva Raya de former une nouvelle principauté indépendante sur le territoire de la province, faisant alors de Tanjore, sa capitale. Naît donc la dynasties des Nayaks de Tanjore.

### Temps modernes

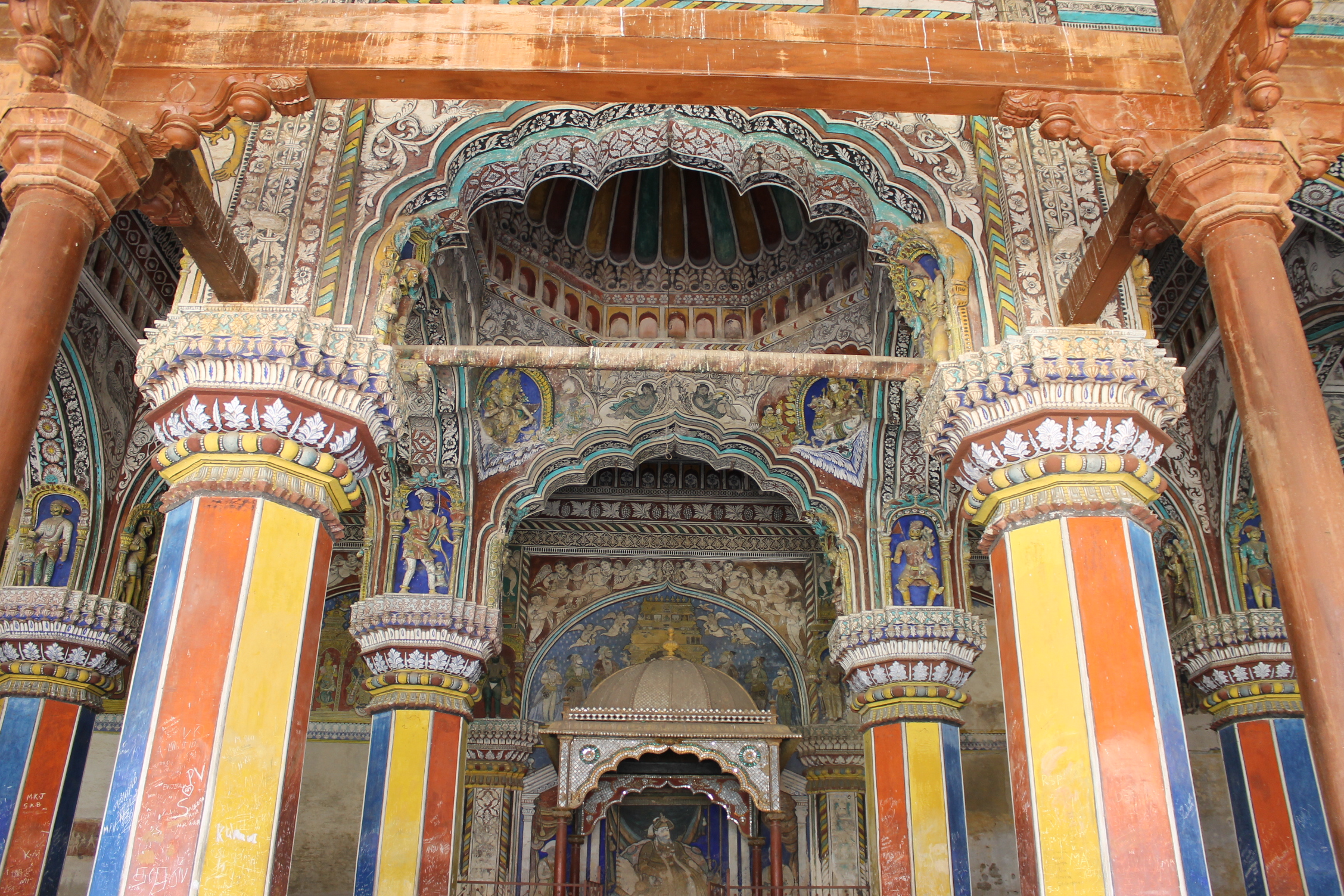
Le darbâr du palais de Tanjore, est la salle où les nayaks et les rois marathes recevaient la cour et la population.

L'histoire moderne de Tanjore commence avec la défaite du Nayak Vijaya Raghava face aux Nayaks de Madurai, qui prennent contrôle de la ville. Vijaya demanda de l'aide au sultan de Bijapur (Karnataka), qui lui envoya une armée marathe ayant pour mission de protéger Tanjore et de restituer le trône au Nayak de la ville.
En 1674, les marathes commandés par Venkoji, le demi-frère de Shivaji Bhonsle, conquièrent la région et libérent Tanjore de ses envahisseurs. Mais Venkoji agit contrairement aux ordres de Bijapur et décide de ne pas rendre le trône et de prendre le pouvoir en s'auto-proclamant roi de Tanjore.
Profitant du renversement des sultanats du Deccan et de la fin de l'occupation islamique en Inde par l'Empire marathe nouvellement formé, le royaume de Tanjore prend petit à petit la succession des Nayaks et commence à s'étendre au-delà des rives du delta de la Kaveri.
Ses successeurs, membres de la prestigieuse dynastie Bhonsle règnent comme rajas de Tanjore. Les Britanniques entrent en contact avec Tanjore pour la première fois lors de leur expédition de 1749 destinée à restaurer sur son trône le râja déposé, une tentative infructueuse. Les rajas marathes tiennent Tanjore jusqu'en 1799. En octobre de cette année, le district est cédé à la Compagnie anglaise des Indes orientales en toute souveraineté par le râja Serfoji II qui ne conserve que la ville elle-même et un peu de terre tout autour. À sa mort, en 1833, son fils Shivaji lui succède, lorsque ce dernier disparaît sans héritier en 1855, la dynastie s'éteint.
Les Bhonsle étaient de grands souverains respectés des locaux et qui ont contribué grandement à l’épanouissement culturel et à la renommée de Thanjavur. C'est sous leurs règnes que la cité est devenue l'un des grands centres intellectuels et artistiques de l'Inde. Les Marathis, sont connus dans le delta de la Kaveri sous le noms de Rayars (ராயர் en tamoul). La base aérienne de Thanjavur fut construite pendant la Seconde Guerre mondiale.

### Râjas
- 1684 - 1712 : Shâhjî
- 1712 - 1728 : Serfojî I (Sarabhoji I)
- 1728 - 1736 : Tukojî
- 1736 - 1737 : Venkoji II
- 1737 - 1740 : Sijan Bâî - Râni régente
- 1740 - 1749 : Shahujiî
- 1763 - 1787 : Tuljajî
- 1787 - 1799 : Amir
- 1799 - 1833 : Serfojî II (Sarabhoji II)
- 1833 - 1855 : Shivajî

## Culture
Thanjavur est un des centres politiques, littéraires et religieux importants de l'Inde méridionale, particulièrement en ce qui concerne la musique carnatique, la ville a engendré de nombreux musiciens et danseurs classiques de bharata natyam. Elle est aussi connue pour son style de peinture appelé peinture de Tanjore et pour ses poupées de terre cuite (தஞ்சாவூர் பொம்மைகள் en tamoul).
L'Importance accordé par les Marathes au domaine de la Musique font que la ville est un haut-lieu de la fabrication d'instruments de musique carnatique. L'instrument à corde qu'est la veena de Thanjavur et l'instrument à percussion appelé le thavil sont tous les deux originaires d'ici.

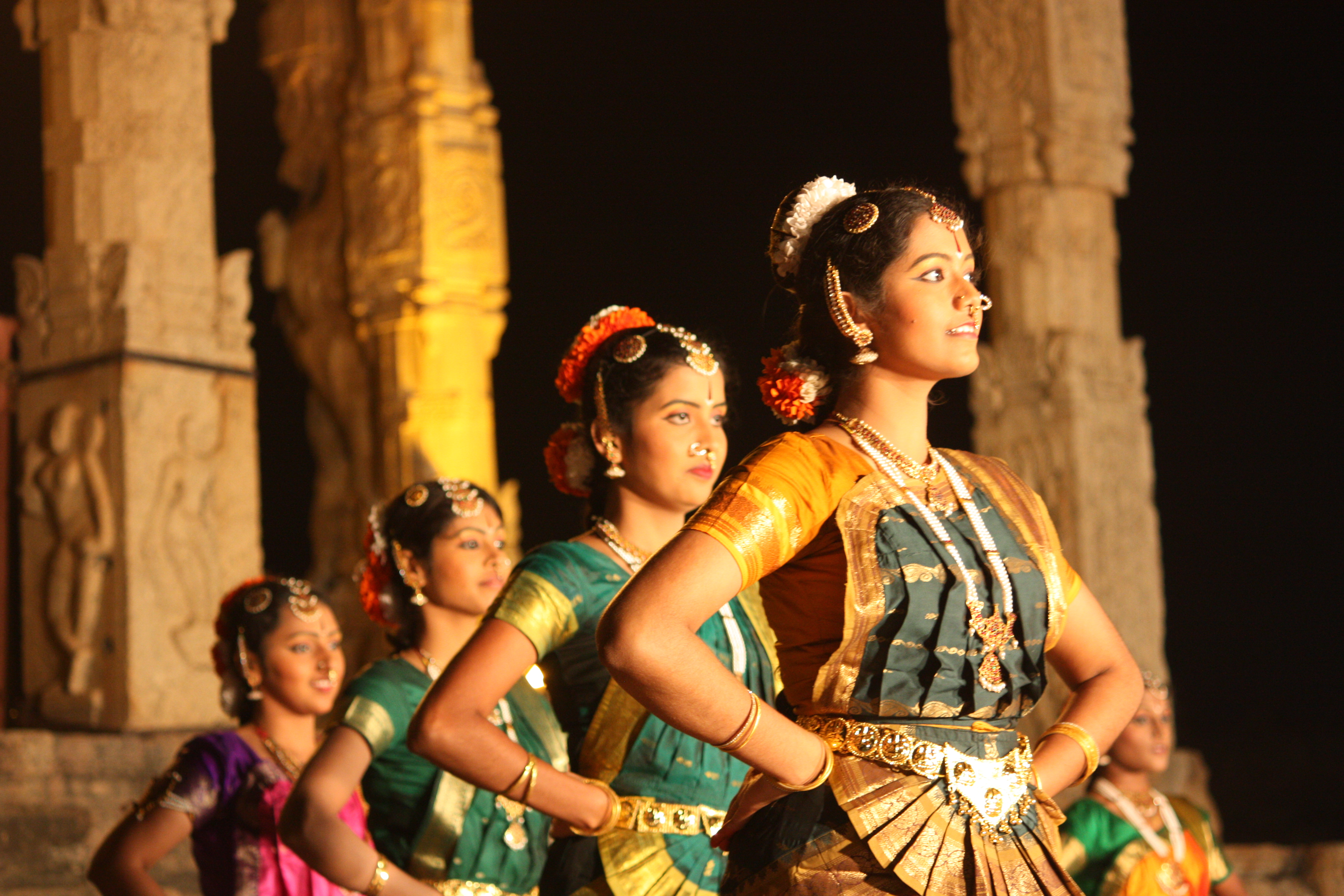
Les représentations de bharata natyam au temple de Brihadesvara sont très courantes durant les grandes fêtes et autres cérémonies.
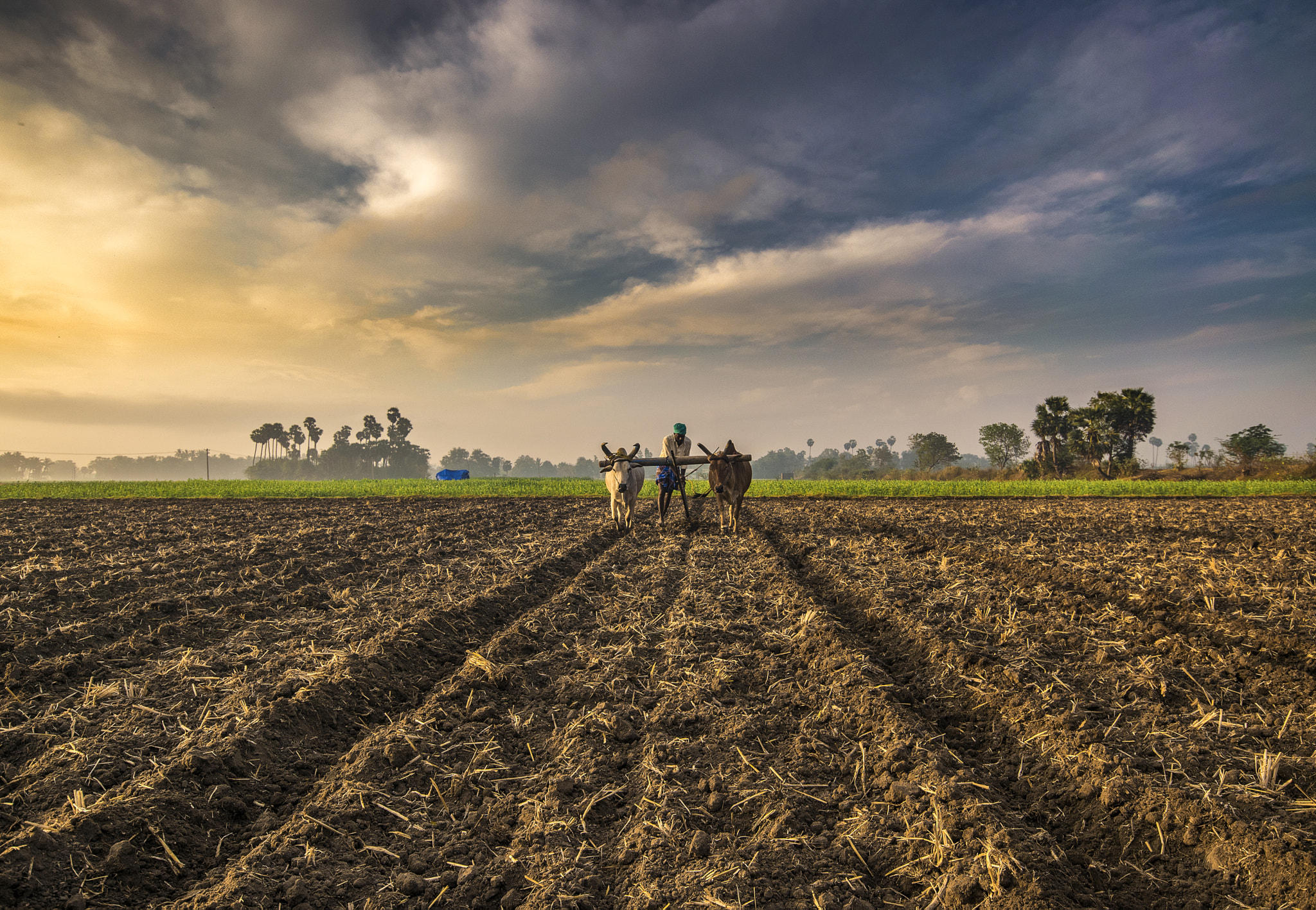
Un district très fertile.

## Le district de Thanjavur
Du fait de sa fertilité, le district a été surnommé le jardin de l'Inde méridionale. Il est irrigué par un système complexe de barrages et de canaux utilisant les eaux du fleuve Cauvery et de la rivière Coleroon faisant un sol très productif. Le delta de la Cauvery occupe la plaine au nord du district, fortement cultivée, ponctuée par des plantations d'arbres de noix de coco.
C'est une des régions le plus densément peuplées en Inde. Le riz y est la céréale reine.
Tanjore est une terre de temples, bon nombre d'entre eux étant très anciens.
On y trouve aussi des réserves naturelles, comme le sanctuaire pour oiseaux Vaduvoor.